# Peter Spangenberg
Paul Gerhard Andreas Peter Spangenberg (* 3. November 1934 in Unseburg in der Magdeburger Börde; † 27. April 2019 in Achtrup) war ein deutscher evangelischer Pfarrer und Buchautor.

## Leben
Peter Spangenberg stammte aus einer Pastorenfamilie und wuchs in der Magdeburger Börde auf. Im Alter von 14 Jahren zog er mit seiner Familie nach Westfalen. In Dülmen machte er sein Abitur und studierte danach in Bethel, Münster und Göttingen Evangelische Theologie und wurde Pastor. 
Nach seiner Ordination 1962 war Spangenberg in mehreren Gemeinden als Pastor tätig, u. a. als Pfarrer an der Altstädter Nicolaikirche in Bielefeld. Er war von 1979 bis 1996 Gemeindepastor der evangelisch-lutherischen Gemeinde in Leck, der die über 800 Jahre alte St.-Willehad-Kirche im Ortszentrum gehört, und 18 Jahre lang Dozent für evangelische Theologie an der Universität Flensburg. Er schrieb in über 40 Jahren eine große Zahl von Büchern über Theologie, Meditation, Märchen, Fabeln, Lieder, Theaterstücke, Kriminalroman, Lyrik, Übertragungen biblischer Texte, Gebete, Bildbände, Kinderbibel, Sonette, Kurzgeschichten und Kinderbücher. Zahlreiche Bücher wurden in andere Sprachen übersetzt. Er lebte zuletzt in Achtrup, einer Gemeinde im Kreis Nordfriesland südlich der dänischen Grenze in ländlicher Umgebung. Seit seinem Ruhestand war er ehrenamtlich als Ombudsmann für Kinder und Jugendliche tätig.
Spangenberg war verheiratet und hatte drei Kinder. Er starb Ende April 2019 in Achtrup.

## Werke (Auswahl)
- Theologie und Glaube bei Spurgeon. Gütersloher Verlagshaus Gerd Mohn, Gütersloh 1969.
- Christen ohne Leine. Dem Glauben auf der Spur. Patmos, Düsseldorf 1992.
- Höre meine Stimme. Agentur des Rauhen Hauses, Hamburg 1995.
- Der Lachs tanzt Blues. Lutherische Verlagsgesellschaft, Kiel 1995.
- Alles hat seine Zeit. Agentur des Rauhen Hauses, Hamburg 1999.
- Warum Glaube gut tut. Kreuz, Stuttgart 2000.
- Wenn Kleine große Fragen stellen. Mit Kindern glauben lernen. Kreuz, Stuttgart 2001.
- Löcher im Bauch. Ein kleiner Kompass fürs Leben, auf der Bettkante zu lesen.  Agentur des Rauhen Hauses, Hamburg 2002.
- Sternenglanz und Regenbogen. Geschichten für Klein und Groß zu den Fragen des Lebens.  Kreuz, Stuttgart 2002.
- Ich wünsche mir einen Engel. Segensgebete mitten im Alltag. Evangelische Verlagsanstalt, Leipzig 2002.
- Das etwas andere Gesangbuch. Die schönsten Lieder mit frischen Texten. Evangelische Verlagsanstalt, 2004.